# 누벨아키텐

누벨아키텐의 위치

누벨아키텐(프랑스어: Nouvelle-Aquitaine)은 프랑스 서부에 위치한 레지옹으로 중심 도시는 보르도이며 면적은 84,061km2, 인구는 5,808,594명(2012년 기준)이다. 서쪽으로는 대서양, 북쪽으로는 페이드라루아르와 상트르발드루아르, 동쪽으로는 오베르뉴론알프, 옥시타니와 접하며 남쪽으로는 스페인과 국경을 접한다. 12개 주(도르도뉴주, 되세브르주, 랑드주, 로트에가론주, 비엔주, 샤랑트주, 샤랑트마리팀주, 오트비엔주, 지롱드주, 코레즈주, 크뢰즈주, 피레네자틀랑티크주)를 관할한다.
2016년 1월 1일을 기해 시행된 레지옹 개편에 따라 아키텐과 리무쟁, 푸아투샤랑트가 합병되면서 신설되었다. 신설 당시에는 아키텐리무쟁푸아투샤랑트(프랑스어: Aquitaine-Limousin-Poitou-Charentes)라는 이름을 사용했다. 아키텐리무쟁푸아투샤랑트 레지옹 의회는 2016년 6월 27일에 열린 회의에서 레지옹의 최종 이름을 누벨아키텐(Nouvelle-Aquitaine, "새로운 아키텐"이라는 뜻)으로 결정했다.

## 같이 보기
- 아키텐
- 리무쟁
- 푸아투샤랑트
- 푸아투
- 프랑스의 레지옹